# بدرية أنور
بدرية أنور (1903 - 1962) من المطربات العراقيات المتميزات حيث كانت تتمتع بصوت رخيم وجمال آخاذ. وقد بدأت الغناء عام 1928 وكانت تجلس على المسرح للغناء وهي ترتدي العباءة البغدادية.

## عن حياتها
أرادت الغناء في بداية مسيرتها الفنية بالعبائة في المسرح ولتبرير غنائها بالعبائة اقترح صاحب المسرح بان تغني للعبائة فكلف أحد الموسيقيين بتلحينها وهو الموسيقار العراقي - اليهودي (صالح الكويتي) وكانت من الاغاني الجميلة والشهيرة جداً هي أغنية «يام العباية»، وهي مطربة تعلقت بالأغاني العراقية الأصيلة فكرست جهودها لحفط هذه الأغاني وترديدها على الدوام حتى قدر لها أن تغني في مسارح المقاهي والملاهي البغدادية خلال فترة العشرينات والثلاثينات.
فأصبح صوتها وغنائها حديث الأوساط الفنية والشعبية آنذاك، ونتيجة لنجاحاتها دعتها شركة «جرامفون» لتسجيل بعض أغانيها غير أن المدرب في الشركة ذلك الوقت «عزوري العواد» لم يفسح المجال لها لتسجيل اغانيها القديمة حرصاً على رواج أغانيه التي اعدها للشركة. ولم تسجل سوى قطهة واحدة هي -النعي- التي حذت حذوها المطربة جليلة أم سامي.

## أشهر اغانيها
ومن أغانيها الشهيرة جداً هي أغنية «دلول يالولد يبني» والتي غنتها جميع المطربات العراقيات ذلك الوقت تقريباً والكثير من المطربات المعاصرات حتى أصبحت هذه الأغنية ترنيمة ترددها الأمهات العراقيات قبل نوم أطفالهن، ومن اغانيها أيضاً: (راح ولفي) (نارك سرت بحشاي) و (مكتوب علي نوح واذيه) و (يم العباية).

## وصلات خارجية
تسجيل صوتي نادر من الyoutube للفنانة الرائعة بدرية أنور على يوتيوب